# Đánh giá Abel về sở thích tình dục
Đánh giá Abel về sở thích tình dục (tiếng Anh: Abel Assessment for Sexual Interest, Abel Assessment for Interest in Paraphilias, hay đơn giản là Abel Assessment) là một bài kiểm tra đánh giá nhằm mục đích đánh giá sở thích tình dục ở nhiều đối tượng khác nhau, và đặc biệt là đánh giá một xu hướng tình dục ái nhi. Bài kiểm tra do Tiến sĩ Gene Abel tạo ra năm 1995, sau đó đã được sửa đổi nhiều lần. Nó được sử dụng làm bằng chứng tại Hoa Kỳ khi truy tố tội phạm tình dục mặc dù mức độ tin cậy của nó gây tranh cãi lớn và bị tuyên bố là không chấp nhận được tại tòa án trong nhiều phạm vi pháp lý.
Bài kiểm tra gây tranh cãi, và các kết quả chủ quan của nó dần đi vào quên lãng hoặc chết yểu. Một số chuyên gia đã đặt câu hỏi về phương pháp luận của đánh giá trên.